# Aleksandr Evgen'evič Kobrin
Aleksandr Evgen'evič Kobrin, conosciuto anche come Alexander Kobrin (in russo Александр Евгеньевич Кобрин?; Mosca, 20 marzo 1980), è un pianista russo.

## Biografia
Ha iniziato a suonare il pianoforte all'età di cinque anni presso la Scuola Musicale Speciale Gnessin di Mosca avendo come prima insegnante Tat'jana Zelikman. Ha quindi proseguito gli studi, raggiunti i diciotto anni, presso il Conservatorio di Mosca, sotto la guida del maestro Lev Naumov. Nel 2003, all'età di 23 anni, ha conseguito il diploma, ma già da molti anni aveva iniziato a partecipare parallelamente a diversi festival e concorsi pianistici internazionali.
Già nel 1992 si era imposto all'attenzione del pubblico, anche grazie alla giovanissima età: aveva eseguito, sotto la direzione di Juri Bashmet alla UNESCO Hall di Parigi, il Concerto n.1 per pianoforte di Dmitrij Šostakovič. Successivamente, nel 1993 vinse il Concorso internazionale Premio Mozart per giovani pianisti al di sotto dei 14 anni; nel 1994 vinse l'International Stage of Talents ad Oslo, al quale seguì una tournée in diverse altre città della Norvegia. Nel frattempo si esibì in varie città d'Europa, a Madrid, Ginevra, Mosca e anche in Italia al Festival di Gubbio, presentandosi con "I Virtuosi di Salisburgo".
A partire dall'età di diciotto anni Kobrin confermò le sue doti con la vittoria di numerosi tra i più importanti concorsi internazionali: il primo premio alla Scottish International Piano Competition a Glasgow nel 1998, a seguito del quale ha tenuto numerosi concerti nel Regno Unito; il terzo premio alla Chopin International Piano Competition di Varsavia nel 2000, a cui sono seguiti concerti in Polonia e in Giappone; il primo premio al Concorso Pianistico Internazionale Ferruccio Busoni di Bolzano. Il primo premio assegnato a Kobrin nel 1999 ha suscitato particolari consensi ed attenzioni nei confronti del giovane pianista moscovita, dal momento che il premio era rimasto inassegnato per i tre anni precedenti, non avendo la giuria individuato candidati meritevoli. Da segnalare inoltre che all'interno della medesima competizione gli è stato assegnato il Premio Speciale in memoria di Arturo Benedetti Michelangeli.
Il premio Busoni aprì a Kobrin le porte dell'attività concertistica su scala internazionale. Si è quindi presentato in diverse città italiane come Milano, Torino, Roma, Bologna, Pistoia, Firenze, Venezia e Verona, successivamente ha tenuto una serie intensa di concerti in Germania, Scozia, Russia, Spagna, Svizzera, Israele, Argentina, Svezia, Finlandia, Ungheria e Francia. Nel 2003 ha vinto il secondo premio della Hamamatsu International Competition (primo premio non assegnato) al quale è seguita una intensa tournée in Europa, Asia e Sudamerica. A partire dal medesimo anno, contestualmente al conseguimento del diploma, ha intrapreso la carriera di insegnamento presso l'Accademia Musicale Gnessin di Mosca, ruolo che lo ha visto impegnato fino al 2010.
Nel 2005 la consacrazione di Kobrin con la vittoria al dodicesimo Van Cliburn International Piano Competition. L'assegnazione della Nancy Lee and Perry R. Bass Gold Medal assicura a Kobrin un posto di risalto nelle sale concertistiche e nei teatri di tutto il mondo, in particolar modo negli Stati Uniti, dove intraprende un lungo tour subito dopo la vittoria, e che a più riprese lo porterà ad esibirsi per oltre 50 date nel giro di alcuni anni. La vittoria nel concorso include anche un premio in denaro, e l'incisione di album discografico. Aleksandr Kobrin è frequentemente invitato, anche come giurato, presso numerosi concorsi pianistici internazionali.
Dal 2010 il pianista moscovita è stato ingaggiato con contratto quinquennale presso la Schwob School of Music della Columbus State University di Atlanta in Georgia. In questo istituto Kobrin insegna sia pianoforte solista che da camera; ricopre in particolare la L. Rexford Whiddon Distinguished Chair in Piano. Nel tempo libero Aleksandr Kobrin è in particolar modo appassionato di calcio. In giovanissima età giocava in una società calcistica moscovita, che dovette abbandonare al momento di scegliere la carriera pianistica. Ha tuttavia continuato a giocare costantemente durante gli anni.